# Шишкув (Люблінське воєводство)
Шишкув (пол. Szyszków) — село в Польщі, у гміні Потік-Горішній Білґорайського повіту Люблінського воєводства. Населення — 568 осіб (2011).

## Історія
За даними етнографічної експедиції 1869—1870 років під керівництвом Павла Чубинського, у селі переважно проживали римо-католики, меншою мірою — греко-католики, які розмовляли українською мовою.
У 1975—1998 роках село належало до Замойського воєводства.

## Демографія
Демографічна структура станом на 31 березня 2011 року:
|          | Загалом | Допрацездатний вік | Працездатний вік | Постпрацездатний вік |
| -------- | ------- | ------------------ | ---------------- | -------------------- |
| Чоловіки | 280     | 73                 | 183              | 24                   |
| Жінки    | 288     | 70                 | 156              | 62                   |
| Разом    | 568     | 143                | 339              | 86                   |